# Газований напій

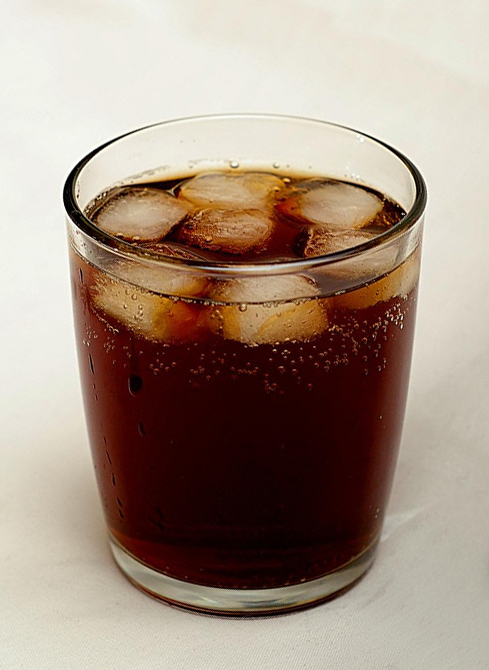
Склянка коли з кубиками льоду.

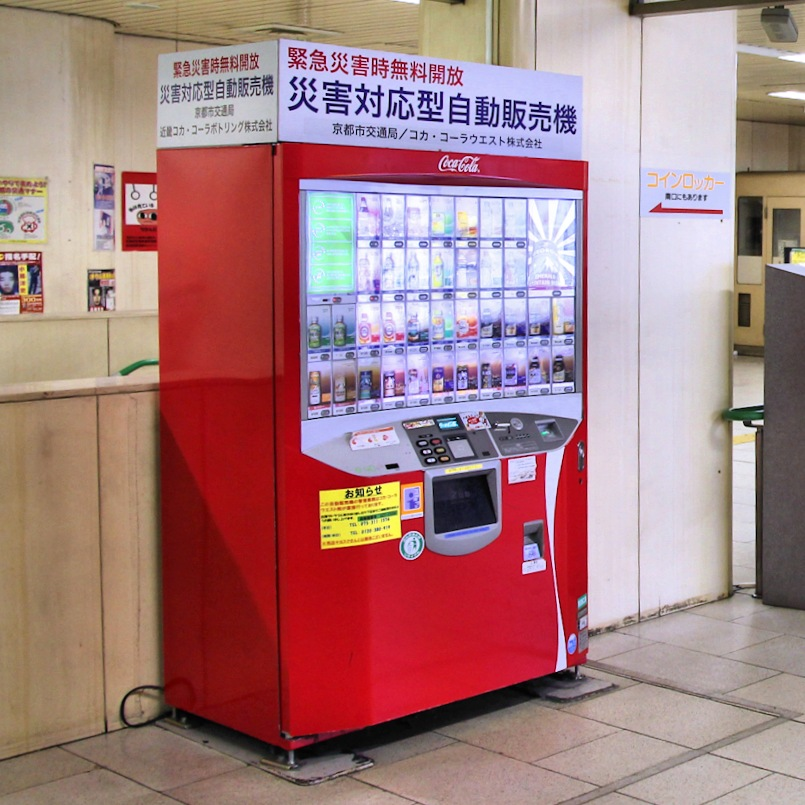
Торговий автомат для газованих напоїв в Японії.

Газований напій (англ. soft drink) — напій, який зазвичай містить газовану воду, підсолоджувач та природний або штучний ароматизатор. Підсолоджувачем може бути цукор, кукурудзяний сироп з високим вмістом фруктози, фруктовий сік, замінник цукру (у випадку дієтичних напоїв) або їх поєднання. Безалкогольні напої також можуть містити кофеїн, барвники, консерванти та/або інші інгредієнти.
Безалкогольні напої можна подавати холодними, з кубиками льоду або при кімнатній температурі.

## Виробники
До основних виробників лимонадів належать, наприклад:
- The Coca-Cola Company — Coca-Cola (з 1886), Fanta (1941), Sprite (1961)
- PepsiCo — Pepsi (1903), 7 Up (1929), Mirinda (1970)

### Північна Америка
- RC Cola
- Bisleri
- Keurig Dr Pepper
- National Beverage
- Cott
- Jones Soda
- Niagara Bottling
- Reed's
- Barman LLC
- Pascual Boing
- Novamex [Архівовано 3 лютого 2021 у Wayback Machine.]

### Південна Америка
- Ajegroup
- AmBev (Anheuser-Busch InBev)
- Corporación José R. Lindley S.A.: (зокрема Burn, Кока-кола, Inca Kola, Kola Inglesa, Powerade і Sprite[1]
- Embotelladora Don Jorge S.A.C.: (зокрема Agua Vida, Click, Isaac Kola і Perú Cola[2][3]

### Європа
- Barr
- Britvic
- Epsa[4]
- Farsons
- Kofola
- Sumol + Compal[5]

### Африка
- Hamoud Boualem

### Близький Схід
- Zamzam
- Drinko[6]

### Східна Азія
- Fraser and Neave
- Рамуне
- Vitasoy

### Індія
- Dabur
- Bovonto
- Parle

### Австралія
- Bundaberg Brewed Drinks
- Bickford's Australia
- Coca-Cola Amatil
- Noosa Beverages
- Saxbys Soft Drinks
- Schweppes Australia
- Trend Drinks
- Tru Blu Beverages

### Японія
- Asahi Soft Drinks
- Kirin Brewery Company
- Suntory
- Japan Tobacco
- Ito En

## Вплив на здоров'я
ВООЗ попереджає, що вживання газованих напоїв, у тому числі: (ситро, лимонад, дюшес, крем-сода, тархун, байкал, кола, а також зі смаками апельсину, лимону, лайму та інших); може призвести до руйнування зубної емалі та карієсу, ожиріння, цукрового діабету 2-го типу, серцево-судинних та ракових захворювань. Тому введені податки на акциз солодких газованих напоїв по всьому світу.